# 1-乙氧基丙烷
1-乙氧基丙烷（英語：1-ethoxypropane），也称为乙基丙基醚（英語：ethyl propyl ether），简称乙丙醚，是一种醚类有机化合物，结构简式CH3CH2O(CH2)2CH3，常温常压下为无色液体。